# Хунване, Гилберт
Гилберт Хунване (англ. Gilbert Khunwane; род. 15 июня 1977, Ботсвана) — ботсванский боксёр, представитель лёгкой весовой категории. Выступал за сборную Ботсваны по боксу в конце 1990-х — первой половине 2000-х годов, бронзовый призёр Всеафриканских игр, обладатель бронзовой медали Игр Содружества, победитель и призёр многих турниров международного значения, участник летних Олимпийских игр в Сиднее. Также известен как тренер по боксу.

## Биография
Гилберт Хунване родился 15 июня 1977 года.
Дебютировал на взрослом международном уровне в сезоне 1998 года, когда вошёл в основной состав ботсванской национальной сборной и выступил на Играх Содружества в Куала-Лумпуре, где, тем не менее, остановился уже на предварительном этапе полулёгкой весовой категории.
В 1999 году побывал на Всеафриканских играх в Йоханнесбурге, откуда привёз награду бронзового достоинства, выигранную в зачёте лёгкого веса.
Благодаря череде удачных выступлений удостоился права защищать честь страны на летних Олимпийских играх 2000 года в Сиднее, причём на церемонии открытия ему доверили нести знамя Ботсваны. Уже в стартовом поединке категории до 60 кг со счётом 5:17 потерпел поражение от мексиканца Кристиана Бехарано и сразу же выбыл из борьбы за медали.
После сиднейской Олимпиады Хунване ещё в течение некоторого времени оставался в составе боксёрской команды Ботсваны и продолжал принимать участие в крупнейших международных турнирах. Так, в 2001 году он отметился выступлением на чемпионате Африки в Порт-Луи, став бронзовым призёром в лёгком весе.
В 2002 году боксировал на Играх Содружества в Манчестере, дошёл до полуфинала и тем самым получил бронзу.
Пытался пройти отбор на Олимпийские игры 2004 года в Афинах, однако на африканских олимпийских квалификациях в Габороне и Касабланке выступил неудачно.
Завершив спортивную карьеру в 2005 году, занялся тренерской деятельностью, возглавлял ботсванскую национальную сборную по боксу.